# Semjon Děnisovič Ignaťjev
Semjon Děnisovič Ignaťjev (rusky Семён Дени́сович Игна́тьев; 14. září 1904, Karlivka, dnes Poltavská oblast, Ukrajina – 27. listopadu 1983, Moskva), byl sovětský politik.
Do Komunistické strany vstoupil v roce 1926. Až do roku 1950, kdy byl povolán do Moskvy, pracoval pro stranu postupně v Burjatské, Baškirské, Běloruské a Uzbecké sovětské socialistické republice. Stalinovi měl v Moskvě pomoci omezit rostoucí vliv Beriji a Abakumova; druhého z nich záhy nahradil v postu ministra státní bezpečnosti, kde působil od léta 1951 do jara 1953. V letech 1952 až 1961 byl členem Ústředního výboru a krátce i Politbyra. Po Stalinově smrti v roce 1953 přišel o většinu své moci, byl odvelen zpět do regionálních pozic. V roce 1983 zemřel přirozenou smrtí v Moskvě, pochován je na tamním Novoděvičím hřbitově.